# Death (Melanie Martinez)
Death è un singolo della cantautrice statunitense Melanie Martinez, pubblicato il 17 marzo 2023 come primo estratto dal terzo album in studio Portals.

## Antefatti
Dopo una pausa dalla musica durata due anni, il 18 febbraio 2023 Martinez ha archiviato tutti i suoi post su Instagram e ha cominciato a pubblicare indizi sul suo terzo album. Con un post pubblicato a marzo dello stesso anno, la cantante ha rivelato il titolo del primo singolo del progetto, Death, e la data di pubblicazione.

## Video musicale
Il video, diretto dalla stessa Martinez, è stato reso disponibile su YouTube il 24 marzo 2023.
Il video comincia con cinque ballerini mascherati che osservano la tomba di Cry Baby – alter ego della cantante comparso negli album precedenti Cry Baby e K-12 – dove posizionano delle piante. Cry Baby compare poco dopo con una ferita aperta nel petto e il cuore esposto, dalla quale fuoriesce il nuovo alter ego di Martinez, una creatura umanoide dalla pelle rosa. La creatura risale in superficie, mentre il video alterna scene con la tomba di Cry Baby e la creatura che esegue delle acrobazie su un anello insieme agli altri ballerini. In seguito, la creatura infilza il corpo di Cry Baby con nove spade (un riferimento al nove di spade, una carta dei tarocchi) e nel finale, spezza il cordone ombelicale che la teneva legata a Cry Baby e le impediva di uscire dalla tomba.

## Tracce
Testi e musiche di Melanie Martinez.
1. Death – 5:06